# Robert Kverrstad
Robert Kverrstad, född 16 oktober 1899 i Malmö, död 1987, var en svensk målare, tecknare och redaktör. 
Han var son till kassören Per Persson och Bengta Svensdotter och från 1938 gift med Ida Märta Smith. Kverrstad var huvudsakligen autodidakt men studerade kortare perioder vid privata målarskolor i Malmö och Stockholm och under studieresor till Dresden, München och Baltikum. Han medverkade i samlingsutställningar med Skånes konstförening. Hans konst består av interiörer, stilleben, porträtt, trädgårdsmotiv, figurmålningar och landskap samt bok- och tidningsvinjetter. Han var från 1931 knuten till Skånska Dagbladet. Kverrstad är representerad vid Statens konstråd och Hantverksinstitutet i Stockholm. Makarna Kverrstad är begravda på Östra kyrkogården i Malmö.